# Torin Yater-Wallace
Torin Yater-Wallace (Aspen, 2 dicembre 1995) è un ex sciatore freestyle statunitense, specializzato nell'halfpipe.

## Biografia
Attivo in gare FIS dal 2010 e specializzato nell'halfpipe, Yater-Wallace ha esordito in Coppa del Mondo il 20 marzo 2011 a La Plagne, ottenendo subito la prima vittoria, nonché primo podio.
In carriera ha preso parte a due edizioni dei Giochi olimpici invernali, Soči 2014 (26º nell'halfpipe) Pyeongchang 2018 (9º nell'halfpipe), e due dei Campionati mondiali, vincendo la medaglia d'argento a Oslo-Tryvann 2013.

## Palmarès

### Mondiali
- 1 medaglia:
  - 1 argento (halfpipe a Oslo-Tryvann 2013)

### Winter X Games
- 8 medaglie:
  - 3 ori (superpipe a Tignes 2012; superpipe a Tignes 2013; superpipe a Oslo 2016)
  - 2 argenti (superpipe ad Aspen 2011; superpipe ad Aspen 2013)
  - 3 bronzi (superpipe ad Aspen 2012; superpipe ad Aspen 2018; superpipe a Tignes 2011)

### Coppa del Mondo
- Miglior piazzamento in classifica generale: 7º nel 2013
- 9 podi:
  - 5 vittorie
  - 3 secondi posti
  - 1 terzo posto

#### Coppa del Mondo - vittorie
| Data             | Luogo            | Paese         | Disciplina |
| ---------------- | ---------------- | ------------- | ---------- |
| 20 marzo 2011    | La Plagne        | Francia       | HP         |
| 22 agosto 2012   | Cardrona         | Nuova Zelanda | HP         |
| 16 febbraio 2013 | Soči             | Russia        | HP         |
| 4 febbraio 2017  | Mammoth Mountain | Stati Uniti   | HP         |
| 18 febbraio 2017 | Pyeongchang      | Corea del Sud | HP         |

Legenda:

HP = Halfpipe